# 除号
除以号（符号：÷，复数：obeli）是由一根短横线和横线两侧的两点构成的符号，主要用来表示数学的除法运算。

## 历史

三种手稿中标记符号的变体

英语中除号的单词“obelus”来自于希腊语，表示尖锐的棍棒，这与英语中表示方尖碑（Obelisk）的词源相同。
这个符号原本在古代手稿中应用于标记被损坏或虚假的文章，由阿里斯塔克发明以标记荷马作品中的疑问，常被用来标记福音书手稿中那些有疑问的章节，比如遭受质疑的约翰福音中的章节。而如今这种用法已经被弃置不用。
1544年，德国数学家米夏埃尔·施蒂费尔于其出版的《整数算术》（Arithmetica integra）中以一个或一对括号作除号，如以“8 ) 24”或“8 ) 24 (”表示“24 ÷ 8”；威廉·奥特雷德则以“a ) b ( c”来表示“b ÷ a = c”；J.马洪（1701年）则以“D ) A + B - C”表示“( A + B - C )÷D”。至1545年，施蒂费尔又改以大写德文字母D表示除，其后，斯蒂文也采用了这符号，他以“5②Dsec①Mter②”表示{\displaystyle {\frac {5x^{2}}{y}}z^{2}}，而戈里马德（1751年）则以反写字母“Ɑ”表示除。另外，昆尼亚于1790年出版的《数学原理》中，以平放的小写字母p表示除。
现在被广泛使用的除法运算符号“÷”被称为雷恩记号，它首次作为除号被使用，是在瑞士学者约翰·海因里希·雷恩1659年所著的一本代数學书中。但其實真正的引入也有可能归功于这本书的编辑约翰·佩尔。1668年，该书被译成英文，才逐渐被人们所认识和接受，得以流行起来，沿用至今。
因为“÷”号在欧洲大陆曾长期被用来表示减法，为了与减法区别，德国数学家戈特弗里德·莱布尼茨於他的一篇論文《組合的藝術》（Dissertatio de arte combinatoria）內首以“∶”作除号，与当时流行的比号一致。现在世界上有些国家仍然用“∶”做除号。
至于为何要使用“÷”作为除号则有两种说法：一种说法是，该符号代表除法以分数的形式来表示，一的上方和下方各加“.”，分别代表分子分母；另一种说法是，不以分数表示时，横线上下的“.”是用来与“－”区别的符号。

## 使用
除号在算术中用来表示两个数相除。例如：
{\displaystyle a\div b=c}

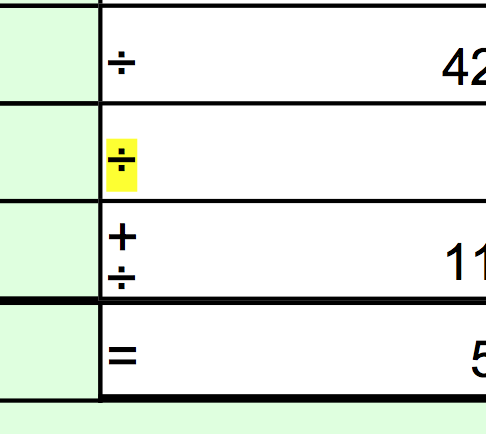
在一份挪威2010财年官方的购销表《«Næringsoppgave 1»》中，“÷”以减号的变体被使用

上面等式中，a为被除数，b为除数，得到c为商。
在部分文化中，“÷”可以被用作表示范围（如1÷10，表示1到10的范围），甚至可以被用作减号。

## 输入
在操作系统Microsoft Windows中，除号可以通过按住Alt键，同时按数字小键盘0247输入，或者同时按AltGr键、shift键和“+ =”键输入。
在操作系统Mac OS中，可通过Option键加上“/”键输入。
在Unicode中，“÷”的编码是U+00F7。在HTML中，它可以通过编码&divide;或者&#xF7;（在HTML 3.2），或者是&#247;输入。在LaTeX中，可以使用\div来表示除号。